# Пото, Алисия
 Алисия Пото  (англ. Alicia Poto; род. 28 марта 1978 в Паддингтоне, Новый Южный Уэльс, Австралия) — австралийская профессиональная баскетболистка, выступавшая на позиции защитника. Серебряный призёр Олимпийских игр 2004, двукратный чемпион Океании. Победитель Евролиги ФИБА в 2001 году.

## Биография
Алисия Пото воспитанница баскетбольной школы Нового Южного Уэльса. В 17 лет её пригласили в «Сидней Флэймз», где она стала выступать в Женской национальной баскетбольной лиге. 1997 год для баскетболистки стал успешным в её карьере: чемпионка ЖНБЛ и серебряный призёр юниорского чемпионата мира в Бразилии.
С 1999 года Алисия выступает в Европе, сначала в Венгрии, а затем в одном из сильнейших клубов Европы во французском «Бурж Баскет». В первом же сезоне в Бурже Пото выигрывает Евролигу ФИБА. В первенстве Франции её команда три раза останавливалась в шаге от победы.
В 2004 году состоялся официальный дебют за национальную сборную, да какой ещё, победа в турнире «Даймонд Болл» и серебро Олимпийских игр.
В сезоне 2004/05 Алисия выступает за чешский «Гамбринус» с которым становится чемпионом Чехии и второй командой в Европе.
После Европы Пото возвращается на «родину», где 4 сезона выступала за команду своей молодости «Сидней Юни Флэймз», а также становится двукратной чемпионкой Океании. В 2009 году её пригласили в Россию выступать за «Динамо-ГУВД». В Новосибирске Алисия показала блестящую игру — лучшая в команде по очкам (222), при 3-хочковом попадании (135 очков), по реализации штрафных бросков (35 из 44 — 79,5 %), по атакующим передачам (84) — третий результат в чемпионате России.
Следующий сезон баскетболистка снова проводит во Франции и выигрывает национальный кубок.
С 2011 года постоянный игрок ЖНБЛ, выступающий за «Сидней Юни Флэймз». В период межсезонья играла в чемпионате штата за «Пенрит Пантерс» и «Хорнсби Спайдерс».

## Достижения
- Серебряный призёр Олимпийских игр: 2004
- Чемпион Океании: 2007, 2009
- Победитель ФИБА Даймонд Болл: 2004
- Серебряный призёр юниорского чемпионата мира: 1997
- Победитель Евролиги: 2001
- Серебряный призёр Евролиги ФИБА: 2005
- Чемпион WNBL: 1997
- Чемпион Чехии: 2005
- Финалист WNBL: 1998, 2007
- Серебряный призёр чемпионата Франции: 2001, 2002, 2004
- Серебряный призёр чемпионата Венгрии: 2000
- Обладатель Кубка Франции: 2011